# Hellenhahn-Schellenberg

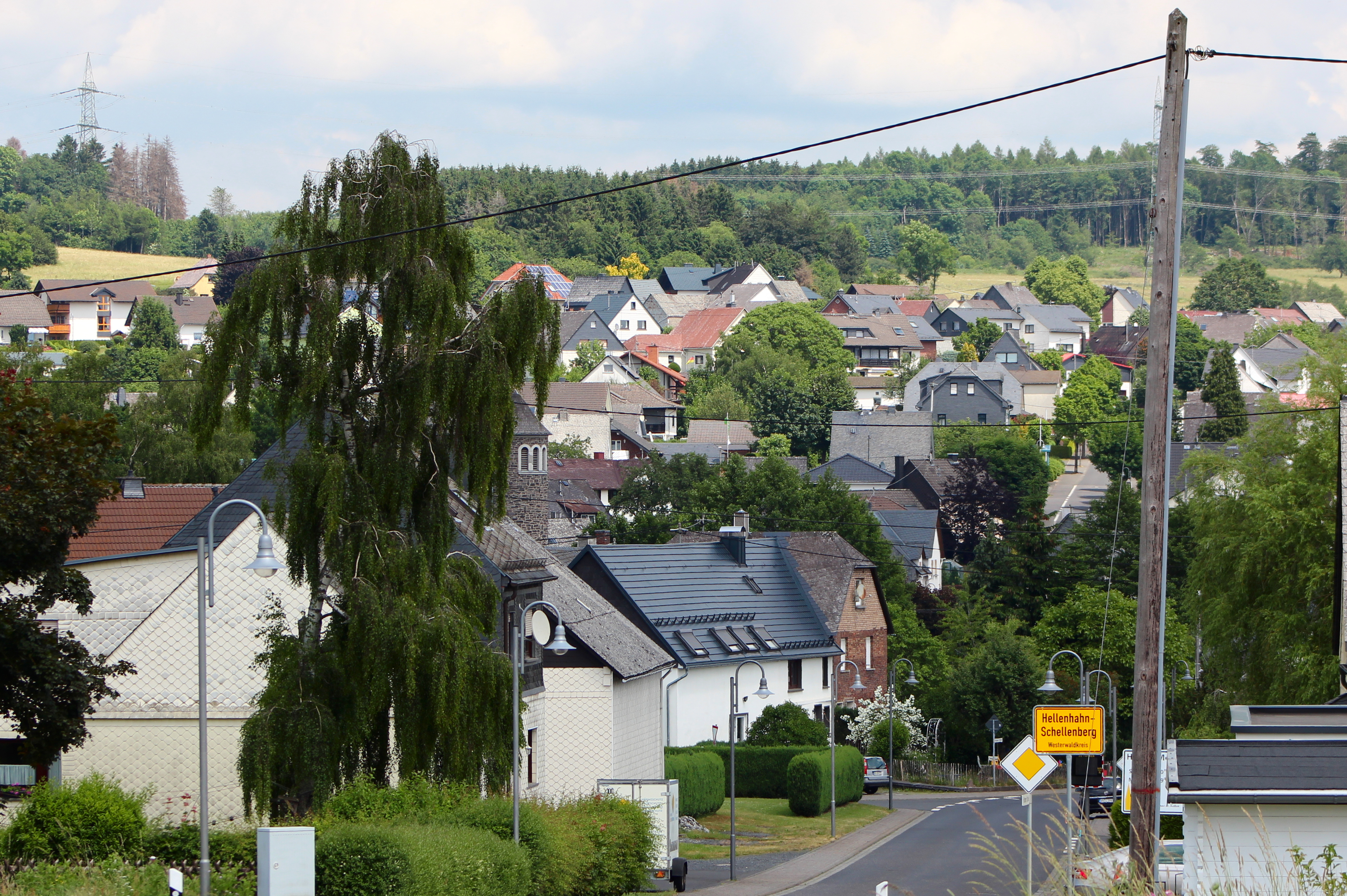
Ansicht von Hellenhahn-Schellenberg

Hellenhahn-Schellenberg ist eine Ortsgemeinde im Westerwaldkreis in Rheinland-Pfalz. Sie gehört der Verbandsgemeinde Rennerod an.

## Geographie
Die Gemeinde liegt im Westerwald zwischen Siegen und Limburg an der Lahn.
Zu Hellenhahn-Schellenberg gehören auch die Wohnplätze Eichelhof, Brückenhof, Marienhof und Jagdhaus Oberhirzberg.

## Geschichte
Hellenhahn wurde im Jahr 1062 als Hildenhagen erstmals urkundlich erwähnt. Die Endung -hahn lässt eine Gründung vor dem Ende des 10. Jahrhunderts als unwahrscheinlich erscheinen. Der 220 Jahre jüngere Ort Schellenberg wurde auf Anordnung des Herzogs Wilhelm von Nassau 1831 mit Hellenhahn vereint. Seit dieser Zeit heißt die Gemeinde Hellenhahn-Schellenberg.

### Bevölkerungsstatistik
Die Entwicklung der Einwohnerzahl der Gemeinde Hellenhahn-Schellenberg, die Werte von 1871 bis 1987 beruhen auf Volkszählungen:
| Jahr | Einwohner |
| ---- | --------- |
| 1815 | 321       |
| 1835 | 553       |
| 1871 | 625       |
| 1905 | 589       |
| 1939 | 729       |
| 1950 | 718       |

| Jahr | Einwohner |
| ---- | --------- |
| 1961 | 817       |
| 1970 | 1.109     |
| 1987 | 1.126     |
| 2005 | 1.311     |
| 2011 | 1.254     |
| 2017 | 1.221     |

### Konfessionsstatistik
Gemäß dem Zensus 2011 waren 21,0 % der Einwohner evangelisch, 66,8 % römisch-katholisch und 12,2 % waren konfessionslos, gehörten einer anderen Glaubensgemeinschaft an oder machten keine Angabe. Die Zahl der Protestanten und vor allem die der Katholiken ist seitdem gesunken. Ende September 2020 waren von den Einwohnern 20,6 % evangelisch, 55,4 % römisch-katholisch und 24,0 % sind konfessionslos oder gehören einer anderen Gemeinschaft an.

## Politik

### Gemeinderat
Der Gemeinderat in Hellenhahn-Schellenberg besteht aus 16 Ratsmitgliedern, die bei der Kommunalwahl am 9. Juni 2024 in einer Mehrheitswahl gewählt wurden, und dem ehrenamtlichen Ortsbürgermeister als Vorsitzendem.
2019 und 2014 fanden ebenfalls Mehrheitswahlen statt.
Bei den Wahlen bis 2009 wurden die Ratsmitglieder in einer personalisierten Verhältniswahl gewählt.
Frühere Sitzverteilungen:
| Wahl | CDU | FWG | Gesamt   |
| 2009 | 9   | 7   | 16 Sitze |
| 2004 | 9   | 7   | 16 Sitze |

### Bürgermeister
Timo Theis, WG Theis, wurde im Juni 2024 zum neuen Ortsbürgermeister von Hellenhahn-Schellenberg gewählt.
Birgit Schmidt wurde 2014 Ortsbürgermeisterin. Bei der Direktwahl am 26. Mai 2019 wurde sie für weitere fünf Jahre in ihrem Amt bestätigt.
Die Vorgänger waren von 1991 bis 2014 Horst Henne (CDU) und zuvor Herbert Hering.

### Wappen
| Wappen von Hellenhahn-Schellenberg | Blasonierung: „In Blau auf einem wachsenden, silbernen Felsen, rechts und links begleitet von zwei goldenen Kugelschellen, ein rotbewehrter Hahn mit rotem Kamm und goldener Zunge.“ |
| Wappen von Hellenhahn-Schellenberg | |

## Kultur und Sehenswürdigkeiten

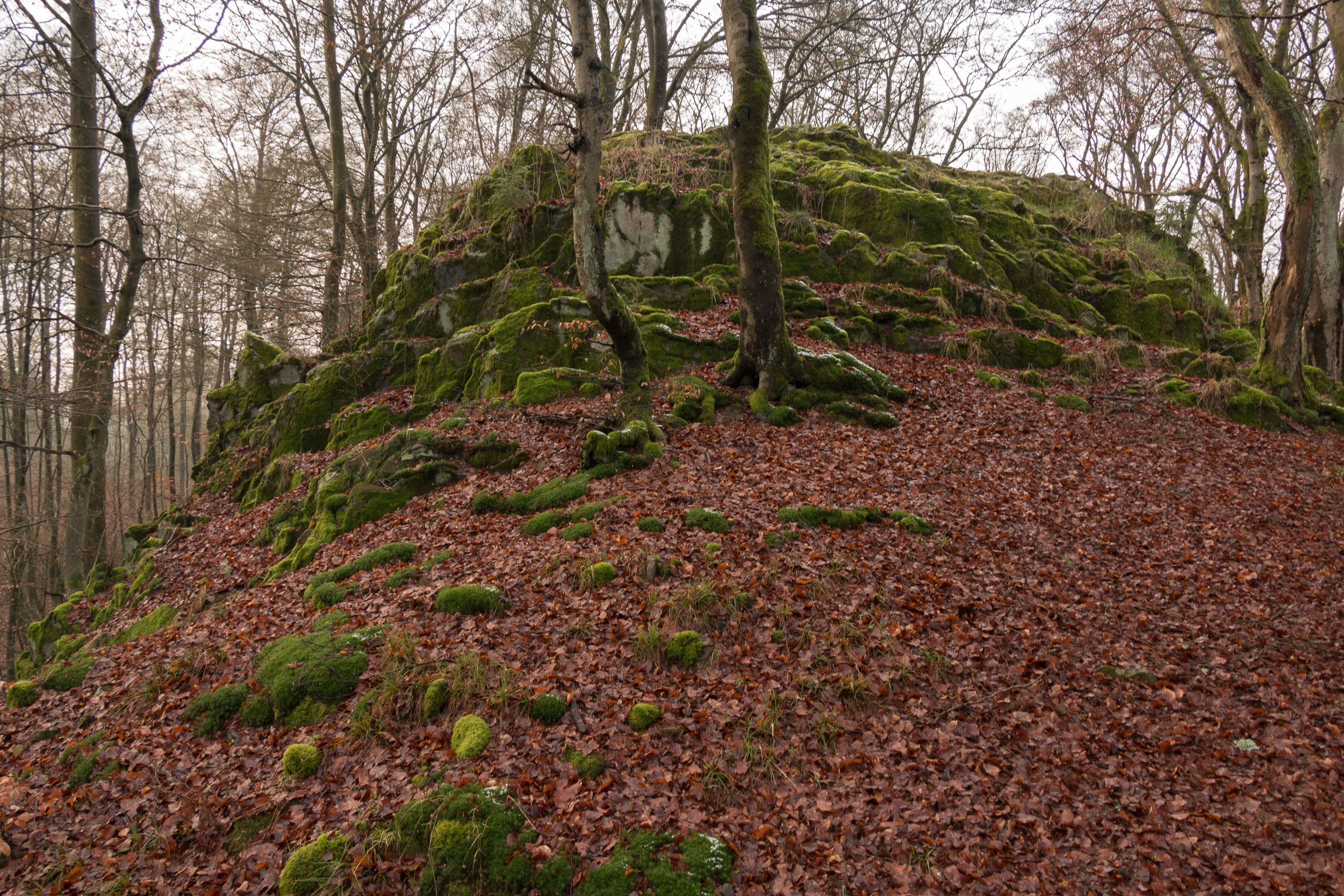
Der Basaltkegel des Seitensteins im Wald nahe dem Ort

### Sehenswürdigkeiten
In Hellenhahn-Schellenberg befinden sich einige Kulturdenkmäler und das Naturdenkmal Seitenstein.
Hellenhahn
- Die Katholische Pfarrkirche St. Petrus in Ketten, ein kreuzförmiger Basaltbruchsteinbau von 1926.
- Mehrere Fachwerkhäuser aus dem 18. Jahrhundert.
- Ein Wegekreuz aus dem 18. Jahrhundert.

Schellenberg
- Ein Wegekreuz von 1815.

### Vereine
Der SV Blau Weiß Hellenhahn-Schellenberg wurde am 1. April 1920 gegründet, in dem zunächst Fußball, Handball, Schlagball sowie Leichtathletik betrieben wurde. Nach Ende des Zweiten Weltkrieges wurde er im Oktober 1945 wiedergegründet und dem Fußballverband Rheinland angeschlossen. Aktuell besteht der Verein aus den Abteilungen Fußball und Tischtennis (jeweils in Kreisligen aktiv) sowie Gymnastik. Das 1978 erbaute Sportheim wurde 2013 durch ein Mehrzweckgebäude ersetzt.
Daneben gibt es im Ort eine Freiwillige Feuerwehr, einen Chor, einen Schützenverein sowie einen Karnevalsverein.
Regelmäßig stattfindende traditionelle Veranstaltungen sind das Kartoffelfest sowie die Kirmes, wobei beide Feste sich im jährlichen Rhythmus abwechseln.

## Wirtschaft und Infrastruktur

### Verkehr
- Direkt durch die Gemeinde verläuft die Bundesstraße 255, die von Montabaur nach Herborn führt und mit den Autobahnen A 3 und A 45 verbindet.
- Der nächstgelegene ICE-Halt ist der Bahnhof Montabaur und Bahnhof Limburg an der Schnellfahrstrecke Köln–Rhein/Main.

### Bildung
- Kindergarten Hellenhahn-Schellenberg
- Grundschule Hellenhahn-Schellenberg

## Evolutionsweg
Im Dezember 2019 wurde vom Gemeinderat die Anlage eines Evolutionswegs geplant, der in 20 Tafeln die Entwicklung des Lebens von der Entstehung der Erde bis zum modernen Menschen darstellen sollte. Die Kosten waren mit insgesamt 4600 € veranschlagt, etwa 0,35 % des Jahreshaushaltes von Hellenhahn-Schellenberg. Die Nutzung der Steuergelder für die Finanzierung des Weges und dessen "Religionsfeindlichkeit" wurden daraufhin kritisiert. Das von den Gegnern des Weges angestoßene Bürgerbegehren hätte die Gesamtkosten um 2000 € sowie die Kosten des Bürgerentscheids erhöht.
Der Bürgerentscheid wurde am 25. Oktober 2020 durchgeführt. Von 589 abgegebenen Stimmen waren 250 (42 %) für den Evolutionsweg und 339 (58 %) dagegen.

## Persönlichkeiten
Franz Schilling (* 1902 in Hellenhahn; † 1981 in Goslar), Politiker (CDU), Mitglied des Ernannten Braunschweigischen Landtages